# Ho bisogno di parlare
Ho bisogno di parlare è un album del cantautore italiano Gianni Togni, pubblicato nel 1997.

## Tracce
1. Ho bisogno di parlare – 4:06
2. Stanotte tienimi con te – 4:09
3. Vattene adesso – 4:25
4. Serenade – 4:15
5. Un posto libero nel mondo – 4:42
6. Grazie Baby, Goodbye – 4:16
7. Siamo nervosi – 4:07
8. Com'è stato facile – 4:10
9. Ancora noi malgrado noi – 4:31
10. La neve sul deserto – 4:58
11. Per un altro domani – 3:25